# Elmer Montoya
Elmer Roberto Montoya Meza (10 de dezembro de 1977) é um ex-futebolista profissional hondurenho que atuava como defensor.

## Carreira
Elmer Montoya fez parte do elenco da Seleção Hondurenha de Futebol nas Olimpíadas de 2000.